# 流苏虾脊兰
流苏虾脊兰（学名：Calanthe alpina），又名羽唇根节兰，为兰科根節蘭屬下的一个种。

## 扩展阅读
- 維基物種上的相關：羽唇根節蘭